# 陶一清
陶一清（1914年—1986年），原籍上海，生于北京。中华人民共和国画家。

## 生平
1934年，毕业于京华美术学院，先后在开封东岳艺术师范、任时女中、北京华北中学、成达师范学校任教。1956年，曾参加军委文化部组织的长征路线写生访问团。1961年，到中央美术学院任副教授、教授。1982年，加入中国民主同盟。为中国美协会员、北京中国画研究会副会长。有《陶一清画辑》、《陶一清泰山写生画集》。